# George Michael Live in London
Live in London es un concierto grabado en vivo al final de dos conciertos de George Michael en la arena Earls Court en Londres el 24 y 25 de agosto de 2008 como parte de su gira 25 Live. Este es el primer DVD en vivo de la carrera de George Michael. Será lanzado en ambos formatos DVD y Blu-ray. La versión en DVD saldrá 7 de diciembre de 2009 en el Reino Unido, Europa y Australia, y el 8 de diciembre de 2009 en los Estados Unidos y Canadá. La versión Blu-ray también será lanzada el 7 de diciembre de 2009.
El DVD tiene subtítulos para las partes habladas del DVD en varios idiomas. Los conciertos muy esperados en el DVD marcaron el final del triunfo del 25 Live Tour de George Michael, y fue la última oportunidad para tomar a Michael actuando en un escenario de esta magnitud en Londres.

## Antecedentes
En 2006, George Michael anunció su primera gira en 15 años, 25 Live. Este DVD, grabado y filmado el 24 de agosto y 25 de agosto de 2008, cuando George Michael declara dos actuaciones especiales tituladas "The Final Two", que tuvo lugar en Earls Court, Londres. Por otra parte, anunció otros conciertos finales en Copenhague y Abu Dhabi. Los conciertos fueron la última gira excesiva que fue realizada por George Michael. 

## Lista de canciones

### Disco 1
1. "Waiting (Reprise)" (Michael)
2. "Fastlove" (Michael/Rushen/McFadden/Washington)
3. "I'm Your Man" (Michael)
4. "Flawless (Go to the City)" (Michael/Alexander/Wooden/Turnier/Matthew/Stumm)
5. "Father Figure" (Michael)
6. "You Have Been Loved" (Michael/Austin)
7. "An Easier Affair" (Michael/Cushnan/Ambrose/Flynn)
8. "Everything She Wants" (Michael)
9. "One More Try" (Michael)
10. "A Different Corner" (Michael)
11. "Too Funky" (Michael)
12. "Shoot the Dog" (Michael/Flynn/Jackman/Oakey/Burton)
13. "John and Elvis Are Dead" (Michael/Austin)
14. "Faith" (Michael)
15. "Spinning The Wheel" (Michael/Douglas)
16. "Feeling Good" (Bricusse/Newley)
17. "Roxanne" (Sting)
18. "My Mother Had a Brother" (Michael)
19. "Amazing" (Michael/Douglas)
20. "Fantasy" (Michael)
21. "Outside" (Michael)
22. "Careless Whisper" (Michael/Ridgeley)
23. "Freedom 90" (Michael)

### Disco 2
This disc contains the following bonus features:
- Documentales
  - "I'd Know Him a Mile Off!"
    - Producido por Lisa Johnson, filmado y dirigido por David Austin. Hecho por G K Panayioutou

- Bonus tracks:
  - "Precious Box" (Michael)
  - "Jesus To A Child" (Michael)
  - "The First Time Ever I Saw Your Face" (McCall)

## Créditos
- George Michael - vocales
- Chris Cameron - director musical/arreglista
- Lea Mullen - Percusión
- Phil Palmer -  Guitarras
- Andy Hamilton - saxofón, teclados, ewi
- Steve Walters - bajos
- Mike Brown - Guitarras
- Carlos Hercules - baterías
- Graham Kearns - guitarras
- Luke Smith - teclados
- Shirley Lewis - coros
- Jan Henry - coros
- Lincoln Jean-Marie - coros
- Lori Perry - coros
- Sharon Perry - coros
- Lucy Jules - coros